# Derde Divisie
Die Derde Divisie ist eine niederländische Fußballliga. Sie fungiert als die vierthöchste Klasse. 2016/17 löste die wieder errichtete Tweede Divisie die Derde Divisie als höchste Amateurliga ab. Die bisherige Topklasse wurde in Derde Divisie umbenannt und rangiert jetzt als zweite Amateurliga zwischen der Tweede Divisie und der zur dritten Amateurliga heruntergestuften Vierde Divisie (früher Hoofdklasse).
Die Topklasse war ab der Saison 2010/11 die dritthöchste Fußballliga im niederländischen Ligasystem und bildete die Verbindung zwischen den beiden Profiligen Eredivisie und Eerste Divisie einerseits und der bis dahin höchsten Amateurliga, der Hoofdklasse, andererseits.

## Modus

### Topklasse (2010–2016)
Die Topklasse bestand aus zwei Staffeln: der Topklasse Zaterdag (Samstag) und der Topklasse Zondag (Sonntag), in denen jeweils 16 Clubs spielten. Die jeweiligen Erstplatzierten spielten den Aufsteiger in einem Finale aus. Der Sieger stieg in die Eerste Divisie auf. Bei Verzicht stieg der unterlegene Finalist auf. Konnte oder wollte jener auch nicht aufsteigen, so gab es keinen Aufsteiger aus der Topklasse und keinen Absteiger aus der Eerste Divisie. Die jeweils auf den Rängen 14 bis 16 Platzierten der Topklasse stiegen ab, der 13. spielte in einer Playoff-Runde mit Mannschaften aus der Hoofdklasse.

### Derde Divisie

#### 2016–2023
Nach Wiedereinführung der Tweede Divisie als höchste Amateurliga wurde die Topklasse in Derde Divisie umbenannt. Zudem wurde es die zweite Amateurliga.
Die Derde Divisie besteht ebenfalls aus zwei Staffeln: der Zaterdagafdeling (Samstag) und der Zondagafdeling (Sonntag), in denen jeweils 18 Clubs spielen. Ein gemeinsamer Meister aus beiden Gruppen wird nicht mehr ausgespielt. Die jeweiligen Erstplatzierten steigen direkt in die Tweede Divisie auf. Die jeweils Zweiten, Dritten und Vierten spielen insgesamt zwei weitere Aufsteiger aus. Aus jeder Gruppe steigen der Letzte und Vorletzte direkt ab. Die Dritt- und Viertletzten spielen in der Relegation gegen den Abstieg.

#### Ab 2023
Die Trennung zwischen Samstags- und Sonntagsvereine verschwand schon im Jahre 2016 in der Tweede Divisie.
Das gilt ab 2023 auch für die Derde Divisie. Ab dieser Saison werden alle Klubs der Derde Divisie (36 insgesamt) regional eingeteilt und nicht mehr auf Basis des Spieltages. Größter Diskussionspunkt war immer die Anpfiffszeitenregelung. Festgelegt ist, dass prinzipielle Samstagsvereine immer am Samstag ihre Spiele absolvieren können. Sonst entscheidet der Heimklub am welchen Tag angestoßen wird. In der Realität finden bei weitem die meisten Spiele am Samstag statt.

## Meister
| Topklasse | Topklasse           | Topklasse       | Topklasse            | Topklasse    |
| Jahr      | Samstagsstaffel     | Sonntagsstaffel | Amateurmeisterschaft | Aufsteiger   |
| --------- | ------------------- | --------------- | -------------------- | ------------ |
| 2011      | VV IJsselmeervogels | FC Oss          | VV IJsselmeervogels  | FC Oss       |
| 2012      | SV Spakenburg       | Achilles ’29    | Achilles ’29         | keiner       |
| 2013      | VV Katwijk          | Achilles ’29    | VV Katwijk           | Achilles ’29 |
| 2014      | SV Spakenburg       | AFC Amsterdam   | SV Spakenburg        | keiner       |
| 2015      | Kozakken Boys       | FC Lienden      | FC Lienden           | keiner       |
| 2016      | Excelsior Maassluis | FC Lienden      | Excelsior Maassluis  | keiner       |

| Derde Divisie | Derde Divisie       | Derde Divisie     |
| Jahr          | Samstagsstaffel     | Sonntagsstaffel   |
| ------------- | ------------------- | ----------------- |
| 2017          | VV IJsselmeervogels | ASV De Dijk       |
| 2018          | SV Spakenburg       | Jong Vitesse      |
| 2019          | VV Noordwijk        | Jong Volendam     |
| 2020          | Kein Meister        | Kein Meister      |
| 2021          | Kein Meister        | Kein Meister      |
| 2022          | FC Lisse            | OFC               |
| 2023          | ACV Assen           | ADO ’20 Heemskerk |
| Jahr          | Gruppe A            | Gruppe B          |
| 2024          | RVAV Volendam       | BVV Barendrecht   |
| 2025          | VV IJsselmeervogels | HSV Hoek          |

## Saison 2023/24
Neu in der Gruppe A der Derde Divisie kamen
- VV IJsselmeervogels als Absteiger aus der Tweede Divisie
- VV Eemdijk als Meister der Samstagsstaffel B Vierde Divisie
- SC Genemuiden als Zweiter der Samstagsstaffel B Vierde Divisie
- ODIN '59 als Zweiter der Samstagsstaffel A Vierde Divisie
- VV Hoogeveen als Meister der Sonntagsstaffel A Vierde Divisie
- SV Kampong als Zweiter der Sonntagsstaffel B Vierde Divisie

Neu in der Gruppe B der Derde Divisie kamen
- VV Kloetinge als Meister der Samstagsstaffel A Vierde Divisie
- SV Meerssen als Meister der Sonntagsstaffel B Vierde Divisie
- AWC Wijchen als Dritter der Sonntagsstaffel B Vierde Divisie